# Lục Chung
Lục Chung (giản thể: 陆终; phồn thể: 陸終) là nhân vật huyền thoại, được cho là sống vào khoảng đời đế Cốc, đế Chí và đế Nghiêu trong lịch sử Trung Quốc. Theo Sử Ký Tư Mã Thiên - Sở thế gia thì Lục Chung là chút của đế Chuyên Húc, là chắt của Xứng (稱), là cháu nội của Quyển Chương (老童) và là con trai của Ngô Hồi (吳回). Cha của Lục Chung cùng với bác của ông là Trọng Lê lần lượt thay nhau giữ chức hỏa chính thời đế Cốc Cao Tân thị với danh hiệu Chúc Dung (祝融), sử sách không ghi rõ về những hành trạng đặc biệt và những công tích gì của ông nhưng lại đề cập rằng ông sinh hạ được 6 người con trai.

## Hậu duệ
1. Côn Ngô có công giúp vua Hạ Vũ trị thủy được phong hầu, con cháu nối đời truyền quốc trên 400 năm rồi bị vua Thành Thang nhà Thương tiêu diệt.
2. Tham Hồ - tên thật là Huệ Liên - cũng lập công với nhà Hạ được phong đất quốc hiệu là Hoàng, nước Hoàng tồn tại trên dưới 1500 năm đến đầu thời Xuân Thu bị nước Tấn diệt mất. Hậu duệ đời thứ 53 của Huệ Liên là Hoàng Hy được Chu Hiếu Vương phong nước Tây Hoàng, nước này duy trì được trên 300 năm thì mất bởi nước Sở.
3. Bành Tổ - tên thật là Điền Khanh - tương truyền sống 800 năm, cũng được nhà Hạ phong hầu nhưng sau hơn 1000 năm tồn tại thì bị nhà Chu diệt mất.
4. Hội Nhân (会人) - chưa tìm thấy tài liệu nào nhắc đến nhân vật này.
5. Tào An (曹安) không có thành tích gì đặc biệt chỉ là dân thường, hậu duệ là Tào Hiệp được Chu Vũ Vương tìm thấy phong làm vua nước Trâu. Nước này thời Xuân Thu gọi là Chu đến thời Chiến Quốc mới đổi lại là Trâu, sau hơn 700 năm tồn tại cuối cùng bị nước Sở diệt mất.
6. Quý Liên (季連) lập ra họ Viện, hậu duệ làm dân thường lưu lạc trong nhân gian nay đây mai đó không có chỗ ở nhất định. Đến đời Dục Hùng đổi sang họ Mị - còn gọi là họ Hùng - từng làm thủ lĩnh của các bộ lạc ở phía nam Triều Ca đời vua Trụ nhà Ân, Dục Hùng từng là thầy dạy học của Chu Văn Vương. Đời Chu Thành Vương chắt của Dục Hùng là Hùng Dịch mới chính thức được phong ở đất Sở, vì nước này có nhiều cây Kinh nên đôi khi cũng gọi là nước Kinh. Nước Kinh Sở tồn tại khoảng 800 năm thì bị nước Tần tiêu diệt, sau khi Tần Thủy Hoàng chết nước Sở được tái lập bởi chắt của Sở Hoài Vương là Sở Nghĩa Đế Hùng Tâm nhưng được ít lâu thì bị Tây Sở Bá Vương giết chết.